# The Hotknives
The Hotknives ist eine 1982 gegründete britische Ska-Band.

## Geschichte
The Hotknives wurden 1982 gegründet. Es folgten erste Konzerte und die zwei Live-Alben "Live at the boatman" (1988) und "Live 'N' Skankin'" (1989); erst danach wurde das erste Studioalbum aufgenommen ("The Way Things Are", 1989). Im Jahr 1994 restrukturierte sich die Band und begann regelmäßig europaweit zu touren. 1996 veröffentlichten sie bei Grover Records ihr zweites Studioalbum ("Home"), es folgten weitere Tourneen und im Jahr 2000 wurde das dritte Album ("Screams, Dreams and Custard Creams") wiederum bei Grover Records veröffentlicht. Im Jahr 2009 absolvierte die Band ihre erste Japan-Tournee.
Die Band spielt englischen Third Wave Ska mit Einflüssen aus dem Rocksteady und der englischen Popmusik der 1980er Jahre. Sie gelten als eine sehr gute Liveband und als eine der einflussreichsten Bands der europäischen Ska-Szene.

## Diskografie
- 1988 – Live At The Boatman (Off The Head Records Ltd, Album)
- 1989 – Live 'N' Skankin' (Skank Records, Album)
- 1989 – The Way Things Are (Unicorn Records, Album)
- 1996 – Home (Grover Records, Album)
- 2000 – Screams, Dreams And Custard Creams (Grover Records, Album)
- 2010 – About Time (Sunny Bastards Music – Broken Silence, Album)